# 佐佐木承周

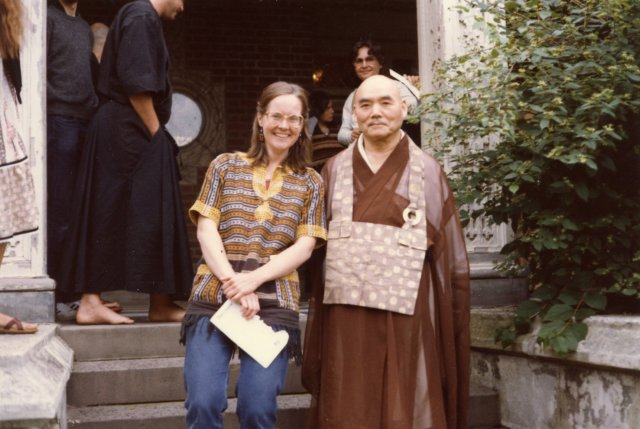
佐佐木承周（右）

佐佐木承周（1907年4月1日－2014年7月27日），是一位來自日本的临济宗禅师，他13岁时成為妙心寺的出家人。自1962年起在美国洛杉矶定居。里奥纳德·科恩也是佐佐木承周的弟子。不過佐佐木承周也被指控在美國定居期間性騷擾自己的女弟子。